# Kołki
Kołki es un pueblo perteneciente a la gmina Choszczno, powiat de Choszczno, voivodato de Pomerania Occidental, Polonia.

## Superficie
Cuenta con una superficie de 12,14 kilómetros cuadrados.

## Demografía
Hasta 2021 la población era de 288 habitantes, con una densidad de población de 23,72 habitantes por kilómetro cuadrado. El 49,7% conformada por hombres y el 50,3% por mujeres. De estos, el 16% corresponden a menores de edad de 0-17 años, 63,5% a personas entre 18-64 años y el 20,5% a personas de 65 o más años.
| Gráfica de evolución demográfica de Kołki entre 2011 y 2021 |
|                                                             |
| Datos según City Population.                                |